# Patti Cake$
Patti Cake$ è un film del 2017 diretto da Geremy Jasper.

## Trama
Patricia "Dumbo" Dombrowski è una ragazza bianca e grassa del New Jersey che cerca fama e fortuna come rapper. La sua è una situazione molto particolare: svantaggiata economicamente e con una nonna moderna ma piena di debiti a carico, Patricia è figlia di una bravissima cantante che ha rinunciato alla carriera per crescerla e che ora è una parrucchiera frustrata e vittima dell'alcolismo. La ragazza subisce inoltre continue vessazioni e insulti da parte della società del luogo ed è costretta a svolgere lavoretti che non le piacciono, ma nel contempo può contare sull'amico Jheri nel provare a creare musica. I due si imbattono per caso nel produttore Basterd, ragazzo che preferisce vivere isolato ma che Patti riesce a convincere a mettere su un gruppo insieme a loro.
Senza alcun tipo di supporto, osteggiata anche da sua madre (che non crede che il rap sia "vera musica") e dalle autorità locali, nonché da un famoso rapper che la accusa di voler "rubare una cultura non sua", Patti e la sua band conoscono il successo grazie al supporto di una DJ radiofonica, alla quale la ragazza era riuscita a far ascoltare il proprio mixtape. Dinanzi al talento di sua figlia, e dopo essersi scottata con il trattamento ricevuto da un poliziotto e musicista che si diceva innamorato di lei ma che l'ha scaricata alla minima difficoltà, la cantante Barb comprende il valore della musica rap e si esibisce insieme a sua figlia proprio durante un'importante contest rap.

## Produzione
Per la produzione del film è stato investito un budget di 1,4 milioni di dollari.

## Colonna sonora
La colonna sonora ufficiale del film è stata pubblicata via Tweintieth Century Fox Corporation e Republic Records.
1. Patti $eason – 2:42
2. mylifefuckingawesome – 2:10
3. PBNJ – 2:23
4. Godfather (O-Z) – 1:48
5. Thick N' Thin – 1:39
6. Punch the Sky (Goon Squad) – 0:57
7. Wake Up Sheep! (Basterd) – 1:05
8. Hunger Gamez – 2:54
9. I'm Not Gonna Be Her – 0:41
10. Tuff Love (Barb Wire) – 2:27
11. Killa P! – 3:06
12. Ruler – 3:16
13. Trapped – 4:01
14. Comma Sutra – 3:08
15. Tuff Love – 2:58
16. Hail Zeazur (O-Z) – 1:17
17. Jersey D'Elviz – 3:10

## Distribuzione
Il film ha partecipato al Sundance Film Festival 2017. È stato distribuito a partire dal 18 agosto 2017 negli Stati Uniti, da Fox Searchlight Pictures.

## Accoglienza

### Incassi
Il film ha incassato 1,5 milioni di dollari al botteghino.

### Critica
Sull'aggregatore Rotten Tomatoes il film riceve il 84% delle recensioni professionali positive con un voto medio di 7,19 su 10 basato su 166 critiche, mentre su Metacritic ottiene un punteggio di 67 su 100 basato su 37 critiche.

## Riconoscimenti
- 2017 - National Board of Review Awards[5]
  - Migliori dieci film indipendenti